# 仁寿县
仁寿县古称陵州，由中华人民共和国四川省眉山市代管，位于四川盆地中部丘陵地带、成都市正南方向，境内荣威山脉、二峨山分南北横亘；地理坐标东经104°00′-104°30′，北纬29°40′-30°16′之间，地势自西北向东南倾斜，属亚热带湿润性季风气候，总面积2716.86平方千米。2022年，仁寿县常住人口111.1万人。仁寿县辖4个街道、26个镇、2个乡。县人民政府驻文林街道文林路一段380号。
为中国百强县市之一，四川省肉类生产第二大县市。

## 历史
仁寿县名的来历，一说来自隋朝开皇十五年建成的仁寿宫，一说来自县城西十里的仁寿水，另一说和怀仁有关。“仁寿”寓意吉祥，意为仁爱长寿。
秦朝时，仁寿县境属武阳县，归蜀郡。汉武帝时，武阳县属新设的犍为郡。南北朝时，南梁置怀仁郡，下设怀仁县，西魏时改为普宁县。隋朝开皇十八年（593年），改普宁为仁寿，为陵州治，始有仁寿县名。
唐朝天宝元年（742年），改陵州为仁寿郡。南宋乾道六年（1170年），属隆州。明朝洪武六年（1373年），分仁寿县复置井研县。清朝雍正五年（1727年），由成都府改隶属川南道资州。
民国元年，仁寿县属成都府，1913年改属下川南道，1914年下川南道改称永宁道，1924年废道，直属四川省政府区。1950年属川南行政区内江专区，1958年改属乐山专区，1985年属省辖乐山市代管，1997年划归新成立的眉山地区代管。2000年眉山地级市成立，更变为省辖眉山市代管。
1992年末，發生仁壽事件，為改革開放以來震動中國中央高層的騷亂之一。
2017年9月，因眉山市政府欲将仁寿县的黑龙滩、视高、清水等六个城镇划归天府新区眉山片区，引发当地数万民众游行示威。 被划走的视高镇属当地的工业重镇，而黑龙滩则为当地著名景区，引发民众不满，认为是对其优质的资源的抢夺。

## 地理
仁寿位于四川盆地中部，属丘陵地带；西为岷江，东为沱江，位于两大水系之间；北邻成都平原，其中以龙泉山相隔。仁寿县城文林镇与成都市相距90公里，境内北临龙泉山的文宫镇与成都相距50余公里。中华人民共和国成立后，仁寿县曾隶属乐山地区，1997年改属眉山地区。仁寿周边，北邻双流、龙泉驿，东邻简阳市、资阳市、资中县，南邻威远县、荣县、井研县，西邻青神县、眉山市东坡区、彭山区。
全境面积约2606平方公里，人口约162万，为四川人口第一大县（全国第三），是四川盆地典型的人口稠密地区。
属亚热带季风湿润气候，年均气温17.4℃，年均降雨1009.4㎜，年均日照1196.6小时，无霜期312天。

## 经济
仁寿是全国产粮大县，全国商品粮生产基地，全国瘦肉型猪生产基地，因所产枇杷质优，被授予“中国枇杷之乡”称号。

## 行政区划
仁寿县下辖4个街道办事处、26个镇、2个乡：
文林街道、普宁街道、怀仁街道、视高街道、文宫镇、禾加镇、龙马镇、方家镇、大化镇、高家镇、禄加镇、宝飞镇、彰加镇、慈航镇、汪洋镇、钟祥镇、始建镇、满井镇、富加镇、龙正镇、黑龙滩镇、北斗镇、宝马镇、珠嘉镇、曹家镇、谢安镇、新店镇、藕塘镇、板桥镇、贵平镇、虞丞乡和青岗乡。

## 交通
境内道路交错。纵有 213国道北接成都和双流国际机场，南通乐山和自贡；横有 351国道西接成昆铁路和 成乐高速公路，东连成渝铁路和 成渝高速公路。 成自泸高速，遂资眉高速过境。

## 教育
中学：
- 仁寿一中，国家示范中学。
- 铧强中学
- 华兴中学

仁寿职业教育发达，有职业学校7所，在校生超过23000人。

## 文物保护单位
全国重点文物保护单位5处：双堡牌坊、牛角寨石窟、甘泉寺、能仁寺摩崖造像、冒水村摩崖造像。
省级文物保护单位17处（含以上5處，望峨台摩崖造像已毀）：奎星阁、叶家祠、观音堂崖墓群、洞子山崖墓群、仁寿天主教堂、潘文华旧居、黑龙潭农田水利工程、两岔河摩崖造像、虞允文墓、陈家碥和尚塔、文幼章旧居。
| 批次  | 序號 | 名稱               | 時代       | 地址         | 備註 |
| ----- | ---- | ------------------ | ---------- | ------------ | ---- |
| 第2批 | 11   | 望峨台摩崖造像     | 唐代       | 仁壽縣       | 已毀 |
| 第3批 | 28   | 牛角寨摩崖造像     | 唐至宋     | 仁壽縣高家鄉 |      |
| 第3批 | 65   | 仁壽奎星閣         | 清         | 仁壽縣城關鎮 |      |
| 第4批 | 25   | 仁壽雙石牌坊       | 清         | 仁壽縣中華鄉 |      |
| 第7批 | 119  | 仁壽甘泉寺         | 明代       | 仁壽縣       |      |
| 第7批 | 121  | 葉家祠             | 清代       | 仁壽縣       |      |
| 第7批 | 255  | 能仁寺摩崖造像     | 唐代至宋代 | 仁壽縣       |      |
| 第7批 | 257  | 冒水村摩崖造像     | 唐代、宋代 | 仁壽縣       |      |
| 第7批 | 259  | 兩岔河摩崖造像     | 唐代       | 仁壽縣       |      |
| 第7批 | 315  | 仁壽天主教堂       | 1905年     | 仁壽縣       |      |
| 第8批 | 84   | 洞子山崖墓群       | 漢         | 仁壽縣       |      |
| 第8批 | 86   | 觀音堂崖墓群       | 南北朝     | 仁壽縣       |      |
| 第8批 | 469  | 潘文華舊居         | 1916年     | 仁壽縣       |      |
| 第8批 | 470  | 黑龍潭農田水利工程 | 1976年     | 仁壽縣       |      |
| 第9批 | 42   | 虞允文墓           | 宋         | 仁壽縣       |      |
| 第9批 | 113  | 陳家碥和尚塔       | 明         | 仁壽縣       |      |
| 第9批 | 116  | 文幼章舊居         | 清         | 仁壽縣       |      |

## 旅游
- 黑龙滩湖（湖面23.6平方公里的人工湖，散布着85个岛屿，有龙岩、淡水现字等景观，是四川最大的人工湖）
- “中华第一胸佛”牛角寨大佛（为建造乐山大佛的原型）
- 禾嘉中华溶洞（深达30公里）
- 天梯公园

## 特产
- 枇杷
- 丰水梨
- 仁寿芝麻糕：中国地理标志产品
- 汪洋干巴牛肉